# メテペク (メヒコ州)
メテペク（Metepec）は、メキシコのメヒコ州にある基礎自治体。州都トルーカの東に隣接しており、メキシコシティからも50kmと近い。市は焼き物の産地として有名である。ただし、他の産地と違い、食器は少なく装飾品が主体である。市はプエブロ・マヒコのリストに載っている。

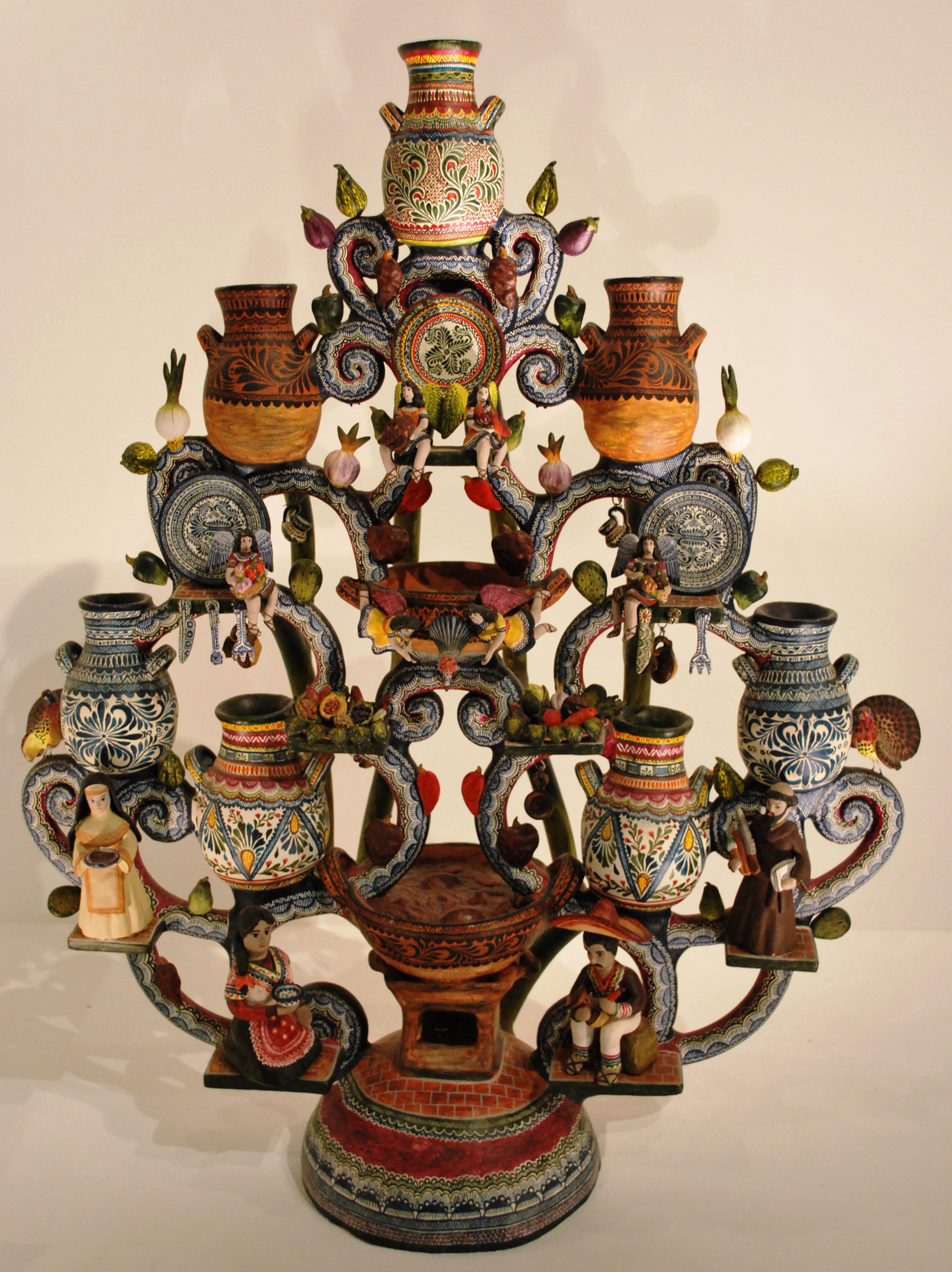
陶器の工芸品